# Sifter Tamás
Sifter Tamás (Sopron, 1981. március 1. –) labdarúgó, a Soproni VSE játékosa. Pályafutását Sopronban kezdte, a csapat 2008-ban való megszűnéséig volt a klub játékosa. Utána szerződtette le az FC Fehérvár, a mai nevén Videoton. A játékos egyik legnagyobb sikerét még soproni játékosként érte el, amikor a 2005-ös Magyar Kupát nyerték el. Ezenkívül, kétszeres ligakupa győztes az FC Fehérvárral, először a 2007–08-as tavaszi Ligakupát, egy évre rá, pedig a sorozat 2008–09-es szezonját nyerték meg.

## Pályafutása

### Sopron
Karrierjét, az akkor első osztályban szereplő Sopron együttesében kezdte. Bemutatkozó mérkőzése, 2003. május 17-én volt, a Budapest Honvéd ellen. A 0–0-ra végződő mérkőzésen, időhúzó csereként számolt vele az edzője, aki a hajrában cserélte be. A 2002–2003-as szezonban még két találkozón kapott szerepet. A bajnokságot a kilencedik helyen fejezték be.
A következő szezonban, négy hellyel előrelépve, az ötödik helyen zártak. Sifternek ez volt mindmáig a legtermékenyebb szezonja, hiszen öt gólt ért el, tizenöt mérkőzésén.
A 2004–05-ös szezon következett. Az első osztályban, ugyanúgy mint az azt megelőző évbe, tizenöt találkozón kapott bizalmat, azonban ebben az évadban gólt nem sikerült szereznie. A bajnokságban hetedikként végeztek, ellenben a Magyar Kupában, a döntőig menetelt a Sopron. A fináléban, a címvédő Ferencvárossal csaptak össze, és 5–1 arányban sikerült győzniük Sifteréknek. A játékos nem kapott szerepet a döntőben. A Szuperkupa döntőben, a Debrecen volt az ellenfél, Sifter mind a két meccsen csereként játszott. A Szuperkupát nem sikerült elhódítaniuk.
Egy remek szezon után, a következő évad nem sikerült valami jól. Sifter megdöntve eddigi meccsrekordját egy szezonra vonatkozóan, huszonkét találkozón kapott szerepet. A bajnokságban tizedikként végeztek, de a szezon után ők indulhattak el az Intertotó-kupában. A török Kayserispor elleni hazai mérkőzésen, végig a pályán volt.  A visszavágón nem játszott. A továbbjutás nem sikerült, hiszen a Kayserispor, 4–3-as összesítéssel ment tovább.
Következett a 2006–07-es szezon. Sifter egy meccsel többet játszott mint az azt megelőző évben, így huszonhárom meccs állt a neve mellett, és nulla gól. A bajnokságban ugyanazt nyújtották mint az előző évi szezonban, és újra tizedikek lettek.
A 2007–08-as őszi szezonban még a Sopron játékosa volt. Azonban a tavaszi félévre megszűnt a klub, így Sifternek új csapat után kellett néznie. Utolsó soproni bajnokiját, 2007. november 29-én játszotta, az MTK Budapest ellen. Több magyar klub is szerette volna leigazolni, de ő az FC Fehérvárt választotta.
Összesen kilencvenkettő bajnokin lépett pályára míg a Sopron játékosa volt, és öt gólt ért el.

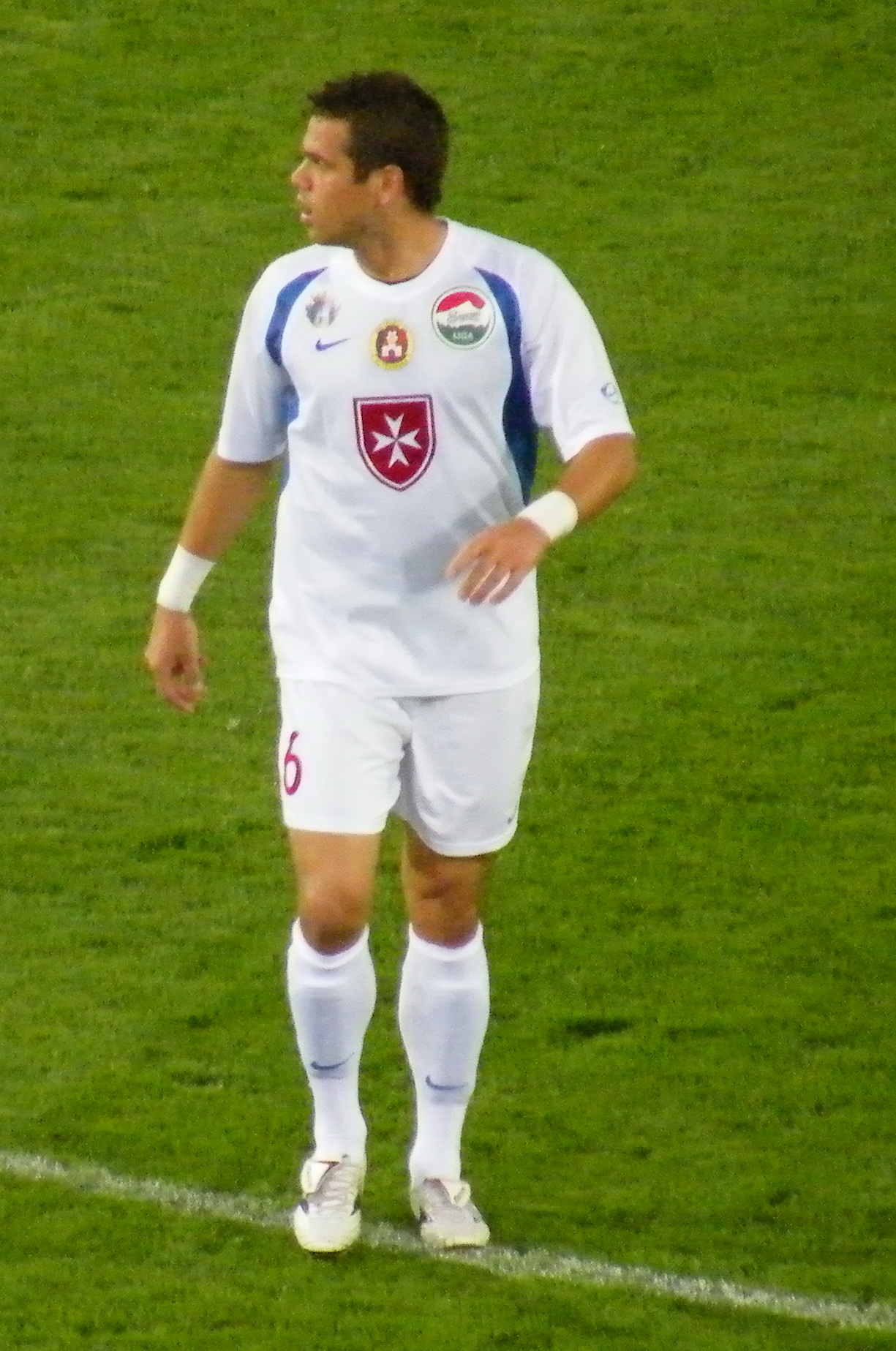
2008-ban, egy bajnokin

### Videoton
2008. február 25-én mutatkozott be az új csapata színeiben, egy MTK Budapest elleni bajnokin. A 2007–08-as szezont sikerült az ötödik helyen zárni a székesfehérvári csapatnak. Sifter összesen tizenháromszor szerepelt a tavaszi szezonban. A Ligakupában az őszi sorozatot megnyerő Fehérvár, a tavaszi küzdelmekben is a fináléba jutott, már Sifterrel a soraiban. Az első meccsen nem számított rá edzője, Disztl László, ellenben a második mérkőzést végigjátszotta. 3–0-s összesítéssel hódította el a Ligakupát a Fehérvár, a Debrecen ellen.
A 2008–09-es szezon következett, ami az első teljes szezonja volt a Fehérvárnál. A bajnokságban hússzor szerepelt, ahol végül a hatodik helyet sikerült csapatával megcsípniük. A Ligakupában megint sikerült a döntőbe jutnia a Fehérvárnak, immár harmadszor egymás után. Az ellenfél a siófoki fináléban, a másodosztályú Pécs gárdája volt. Sifter nem kapott játéklehetőséget a döntőben, de csapata így is 3–1 arányban gyűjtötte be az aranyérmet.
A következő szezon előtt, nevet, és edzőt váltott a Fehérvár. Az előbbi Videoton lett, az utóbbi Mezey György. A 2009–10-es bajnokságban, Sifter a másodosztályú csapatba, a Videoton II-be lett száműztetve. Az első NBII-es bajnokiját, a Pécs ellen játszotta, 2009. augusztus 15-én. Október 11-én, gólt rúgott a Zalaegerszeg második csapatának. Az őszi szezonban, hat másodosztályú meccset játszott, viszont első osztályú mérkőzésen nem számítottak ezidáig rá.
2010 nyarán szabadon igazolható játékossá vált.

## Sikere
FC Sopron
- Magyar Kupa győztes: 2005

Videoton FC
- Magyar bajnoki ezüstérmes: 2010
- Magyar Ligakupa győztes :2008 tavasz, 2008/09